# Ernst Pfeffer
Ernst Pfeffer (* 31. Januar 1939 in Leipzig; † 10. Januar 2017 in Bonn) war ein deutscher Agrarwissenschaftler der Tierernährung und emeritierter Hochschullehrer.

## Leben
Ernst Pfeffer, Sohn von Karl Heinz Pfeffer, besuchte die Volksschule in Hessen und bis zum Abitur das Humanistische Gymnasium in Hamburg-Groß Flottbek. Nach einer landwirtschaftlichen Lehre in Schleswig-Holstein mit Abschluss Landwirtschaftsgehilfe folgte das Studium der Agrarwissenschaften in Weihenstephan und Göttingen. Er beendete seine Studienzeit als Diplomlandwirt und erhielt ein Promotionsstipendium an der Universität Göttingen. 1964 promovierte er zum Dr. sc. agr. mit dem Thema Langfristige Untersuchungen an Milchkühen über den Einfluss einer natriumarmen Ernährung auf das Plasmavolumen und auf den Chlorid-Stoffwechsel.
Im Anschluss daran arbeitete er als Stipendiat der Deutschen Forschungsgemeinschaft im Department of Agricultural Biochemistry der Newcastle University in Großbritannien und habilitierte sich 1968 mit dem Thema Untersuchungen über Mineralstoffbewegungen im Verdauungskanal von ausgewachsenen Hammeln und erhielt die Lehrberechtigung (venia legendi) für Tierphysiologie und Tierernährung.
Der Habilitation schlossen sich eine Universitätsdozentur und -professur für Leistungsphysiologie in Göttingen an, wo er von 1970 bis 1978 wirkte. Im Jahr 1978 wurde er als ordentlicher Professor und Leiter des Instituts für Tierernährung der Universität Bonn als Nachfolger von Richard Müller berufen. Als Hochschullehrer und Forscher wirkte er an diesem Institut über ein Vierteljahrhundert.
Am 31. Januar 2004 fand im Vorfeld seines 65. Geburtstages ihm zu Ehren in Bonn ein wissenschaftliches Kolloquium zum Thema Metabolismus von und Versorgung mit Stickstoff und Phosphor statt.

## Würdigung
Im Mittelpunkt des Lebenswerkes von Ernst Pfeffer steht der Stickstoff- und Phosphorstoffwechsel und die Versorgung der landwirtschaftlichen Nutztiere mit diesen zwei Stoffgruppen. Es gelang ihm und seinen Mitarbeitern eine Fülle neuer Erkenntnisse zu erarbeiten, die in der landwirtschaftlichen Praxis Eingang fanden und deren Produktivität verbesserten. Das Ehrenkolloquium demonstrierte die zahlreichen Arbeiten des Jubilars auf diesen Spezialgebieten, den gegenwärtigen Wissensstand und ihre große nationale und internationale Anerkennung.
Die Deutsche Gesellschaft für Züchtungskunde würdigte 2015 die wissenschaftlichen Leistungen von Ernst Pfeffer auf dem Gebiet der Tierernährung mit der Verleihung der Hermann-von-Nathusius-Medaille.